# Anoeme hassoni
Anoeme hassoni är en skalbaggsart som beskrevs av Thierry Bouyer 2006. Anoeme hassoni ingår i släktet Anoeme och familjen långhorningar. Inga underarter finns listade i Catalogue of Life.